# Чарли Чаплин
Сер Чарлс Спенсер Чаплин млађи (енгл. Sir Charles Spencer Chaplin Jr.), познат као Чарли Чаплин или раније као Шарло Акробата (Лондон, 16. април 1889 – Вевеј, 25. децембар 1977) био је енглески филмски режисер, глумац, сценариста и продуцент. Он је један од највећих комичара свих времена.
Вешто је владао мимиком и слепстик комедијом. Његове комедије су мешавина водвиља, пантомиме, импровизације и циркуса.
Један је од пионира кинематографије и највећих синеаста свих времена. Необично је заслужан за ширење популарности филма и за његово признање у сферама традиционалне културе. Његов изворни хуманизам формиран у периоду тешке младости изражен је у лику доброћудне скитнице Чарлија чија је доброта према околини сразмерна њеним злим намерама. Учинио је да свима постане јасна снага филмског говора и његова моћ у афирмацији универзалних и трајних људских вредности.
Напустивши Сједињене Државе од 1952. године је живео у Европи, углавном у Швајцарској. У том периоду је остварио мали број својих замисли. У Сједињене Државе се вратио 1972. године јер је награђен Оскаром за животно дело. Добитник је Оскара за најбољу музику за филм ”Светлости позорнице” из 1973. године, и два почасна Оскара. Његовим најпознатијим филмом се сматра Велики диктатор из 1940. године.
Амерички филмски институт га је ставио на десето место на листи 100 највећих глумаца 20. века.
Чарли Чаплин је једно од најпрепознатљивијих лица у историји филма. Највећа је филмска звезда до краја двадесетих година 20. века.

## Биографија
После трагедије која му се десила када је имао пет година (мајка му је доживела нервни слом, а отац умро), он и његов полубрат, Сидни Чаплин, постали су бескућници. Након краћег времена проведеног у дому за незбринуту децу, Чарли је постао члан једне сиромашне дечје музичко-позоришне трупе у којој је имао неколико споредних улога. У осмој години је почео и сам да наступа.
Чаплин је 1913. године напустио музичко-позоришну трупу Фреда Карноа и придружио се Кистоуну (Keystone), који га је ангажовао за сто педесет долара недељно, да глуми уз познатије глумце као што су Мејбл Норманд и Роско Фети Арбакл. Током једне турнеје 1913. године у Њујорку га је запазио краљ комедије, Мак Сенет, (творац најомиљенијег и најтрајнијег жанра немог филма – слепстик комедије), са којим је склопио уговор за снимање првог филма. Снимио је дванаест краткометражних филмова, почео је и сам да режира, пише сценарио и ради монтажу за већину својих остварења.
На филму се појавио 1914. године и снимио своја први неми филм - „Keystone Was Making a Living“ и други Дечије ауто трке у Венецији („Kid Auto Races at Venice“, 1914). Током рада на свом другом филму 1914. године, Чаплин је осмислио лик скитнице и костим – шлампаве панталоне, полуцилиндар, превелике ципеле и штап – који су постали заштитни знак његовог филмског лика малог скитнице којег је развијао читаве каријере и који је обележио рану историју филмске индустрије. Брзо је потом постао самосталан и почео да режира своје филмове јер филм Скитница из 1915. године га је преко ноћи учинио првом филмском звездом у свету. Арбаклове панталоне, бркови Мека Свејна и ципеле Форда Стерлинга, као и полуцилиндар, штап и тесни сако, наводно су изабрани насумице, али ова неуредна елегантност неодољиво је подсећала на Линдеров лик углађеног кицоша. Неотесан и погрешив, али романтичан и ведар, овај мали скитница био је циник са песничким погледом на свет, нитков са пуританским моралом. Публика широм света поистовећивала се са овим аутсајдером, мада је презирао површност коју она представља.
Чаплинове комедије, укорењене у његовом сиромашном детињству у Лондону, биле су веома личне, спајајући осећај носталгије и ужаса због друштвене неправде. Његов хумор био је заснован на карактеризацији и месту збивања, а у филмовима попут Шарло као полицајац (Easy Street, 1917) и Шарло усељеник (The Immigrant, 1917) бавио се контроверзним темама као што су наркоманија, улични криминал и проституција. Са друге стране, у комедијама Стаза за котураљке (The Rink, 1916), Надзорник (The Floorwalker, 1916) и Лечење (The Cure, 1917), чије су енергија и ритам одушевиле Клода Дебисија, Чаплин је доказао изузетне кловновске вештине. Чаплинови филмови су били мање динамични од Сенетових, број гегова у њима је смањен, како би се у потпуности искористио комични потенцијал сваке ситуације, тако да су сцене зависиле не од самог постојања шале, већ од њеног утицаја. Употребом реквизите показао је да има врхунски осећај за комику. Иако су они били непредвидиви и често су служили да створе неку непријатност, као што је случај у филмовима Један ујутро (One A.M., 1916) и Залагаоница (The Pawnshop, 1916) Чаплин их је користио ради карактеризације и изражавања унутрашњих осећања, чиме је продубљивао површинску комедију. Ипак, кључну улогу у успеху свих Чаплинових филмова имала је његова интелигентна и грациозна глума. Иронија је што је наслов Чаплиновог филма Хлеб свагдашњи (Making a Living, 1914) будући да су му популарност и уметничка независност нагло расле са сваким новим уговором и да је један од оснивача система филмских звезда.
Године 1915. Напустио је Кистоун и са компанијом Есенеј потписао уговор о снимању четрнаест филмова за суму од 1250 долара недељно. Ту је започео сарадњу са сниматељем Ролијем Тотером (Rolie Totheroh), глумицом Едном Первајанс (Edna Purviance) и Ериком Кембелом (Eric Campbell), који су у његовим филмовима редовно глумили главни женски лик, односно главног непријатеља. У филму Шарло гроф (The Count, 1916) се појављују Кембел који је глумио непријатеља у једанаест наредних краткометражних филмова и Една Первајанс која је глумила улогу идеалне жене у већини његових филмова од 1915. до 1923. године. Године 1916. прешао је у Мјучуал, где је снимио дванаест филмова за плату од 10.000 долара недељно. Године 1918. је потписао са компанијом Фрст нешнал (First National) уговор од милион долара за продукцију само осам филмова, од којих је Малишан (The Kid, 1921) био његов први дугометражни филм. Годину дана касније заједно са Дејвид Грифитом, Мери Пикфорд и Даглас Фербанксом (Douglas Fairbanks) основао је компанију Јунајтед Артистс (United Artists), за коју је снимио све наредне филмове, почевши од Парижанке (A Woman of Paris, 1923). У Чаплиновом раду су почели да се јављају периоди неактивности, мада је Златна грозница (The Gold Rush, 1925), Светла велеграда (City Lights, 1931) и Модерна времена (Modern Times, 1936) спадају у његове најпознатије филмове. Чаплин је од средине 1920-их почео да жуди за интелектуалним признањем. На филм Модерна времена знатно је утицао филм Дајте нам слободу (1931) Рене Клера. Тај филм дугује и совјетском револуционарном филму због чега је био забрањен у Италији и Немачкој. Хитлер и Мусолини су филм оценили као комунистичку пропаганду. Чаплин им се касније осветио филмом Велики диктатор (The Great Dictator, 1940).
Популарност лика скитнице је временом опадала, Чаплин је постајао све више самосвестан, његову изражајност и спонтаност замениле су претенциозност и сентименталност. Као редитељ је са лакоћом умео да успостави динамику између камере и глумца али су његове методе биле веома конвенционалне. Глатка монтажа никада није одвраћала пажњу са радње. Његов избор меког осветљења, пажљиво осмишљених сценографија, општег плана и кадра-секвенце одавао је технику чврсто укорењену у позоришној традицији. Чаплин је снимао неме филмове до 1940. године.
Ипак, ограниченост Чаплинове режије и кинематографске интелигенције дошла је до изражаја у говорним филмовима (talkies) као што су, поменути, Велики диктатор, Господин Верду (Monsieur Verdoux, 1947), Светлости позорнице (Limelight, 1952), Краљ у Њујорку (A King in New York, 1957) и Грофица из Хонг Конга (The Countess from Hong Kong, 1966).
Иако лично никада није проповедао политички радикализам било какве боје, његов филмски опус био је довољан да у време реакционарне хистерије 1950-их година због својих левичарских убеђења постане једна од жртава сенатора Макартија.
Исмевао је и многе америчке политичаре. Био је оптужен за ширење идеје комунизма, па му је због тога током педесетих година био забрањен повратак из Европе у Америку. Његов филм „Краљ у Њујорку“ био је забрањен у Америци до 1973. године (више од 15 година). Напустивши Сједињене Државе, Чаплин је од 1952. године живео у Европи, углавном у Швајцарској. У том периоду је остварио мали број својих замисли. Чаплин се доста бринуо о свом здрављу. Редовно се бавио спортом, правилно хранио, мало пушио и ретко пио. Па ипак, његово здравље се знатно погоршало након завршетка филма, „Грофица из Хонгконга“, крајем шездесетих.
Ипак, у Сједињене Државе се вратио 1973. године јер је награђен Оскаром за животно дело. Године 1975, британска краљица Елизабета II доделила му је, као једном од најзаслужнијих грађана земље, чин витеза.
Чарли Чаплин је имао пуно љубавних веза и афера, четири брака и десеторо деце, од којих је Џералдин Чаплин најуспешнија и то као глумица. Његове супруге биле су и по више од 30 година млађе од њега, због чега је био критикован у јавности.

## Смрт
Умро је у сну на Божић 25. децембра 1977. године у Корзију-сир-Вевију у Швајцарској, где је провео последњих 20 година живота.

## Наслеђе
Године 1998, филмски критичар Андру Сарис је рекао да је Чаплин „вероватно најважнији уметник којег је произвела кинематографија, свакако њен најизузетнији извођач и вероватно још увек њена најуниверзалнија икона“. Чаплина је Британски филмски институт описао као „надвишујућу фигуру светске културе“, и он је био укључен у Тајм часописов списак „100 Најважнијих људи 20. века“ због „смеха [који је он донео] милионима“ и због тога што је он „више или мање измислио глобалну препознатљивост и помогао претварању индустрије у уметност“.
Слика Трампа је постала део културне историје; према Симону Ловишу, тај лик је препознатљив и људима који никад нису видели Чаплион филм, и на местима где филмови никада нису приказани. Критичар Леонард Малтин је писао о „јединственој“ и „неизбрисивој“ природи Трампа, и тврдио да ни један други комичар није досегао његов „глобални утицај“. Хвалећи карактер, Ричард Шикел сугерише да Чаплинови филмови са Трампом садрже „најелоквентније, богато комичне изразе људског духа“ у историји филма. Меморабилија везана за овај лик још увек доноси велике суме на аукцијама: 2006. године су полуцилиндар и бамбусни штап који су део Трамповог костима продати за 140.000 америчких долара на аукцији у Лос Анђелесу.
Као филмски старалац, Чаплин се сматра пиониром и једном од најутицајнијих фигура раног 20. века. Њему се често приписује заслуга једног од првих уметника овог медијума. Филмски историчар Марк Казинс је написао да је Чаплин „променио не само слике биоскопа, него и његову социологију и граматику“ и тврди да је Чаплин био једнако важан за развој комедије као жанра, као што је Дејвид В. Грифит био за драму. Он је био први који је популарисао дугометражну комедију и који је успорио темпо акције, дајући јој озбиљност и суптилност. Мада се његов рад углавном класификује као урнебесна комедија, Чаплинова драма A Woman of Paris (1923) је имала велики утицај на филм Ернста Лубича The Marriage Circle (1924) и стога је играла улогу у развоју „софистициране комедије“. Према Дејвиду Робинсону, Чаплинови изуми су „брзо асимилирани и постали део уобичајене праксе филмског заната“. Филмски ствараоци који наводе Чаплина као утицај обухватају Федерика Фелинија (који назива Чаплина „неком врстом Адама, од кога смо сви потекли“), Жака Татија („Без њега ја никад не бих направио филм“), Рене Клера („Он је инспирисао практично сваког филмског ствараоца“), Мајкла Пауела, Били Вајлдера, Виториа де Сике, и Ричарда Атенбора. Руски филмски стваралац Андреј Тарковски је величао Чаплина као „једину особу која је ушла у кинематографску историју без имало сумње. Филмови које је он оставио за собом никад не могу застарети“.
Чаплин је такође снажно утицао на рад каснијих комичара. Марсел Марсо је изјавио да је био инспирисан да постане мејм уметник након што је гледао Чаплина, док је глумац Реј Капур базирао своју екранску персону на Трампу. Марк Коусинс је такође детектовао Чаплинов стил комедије у француском карактеру Месје Хулот и италијанском карактеру Тото. У другим пољима, Чаплин је допринео инспирацији цртаних ликова мачак Феликс и Мики Маус, и утицао је на дадаистички уметнички покрет. Као један од оснивача Уједињених уметника, Чаплин је такође имао улогу у развоју филмске индустрије. Гералд Маст је писао да иако УА никад није постала компанија са значајем попут фирми МГМ или Парамаунт пикчерс, идеја да режисери могу да произведу своје сопствене филмове је била „година испред свог времена“.
У 21. веку, неколико Чаплинових филмова се још увек сматра класицима и међу највећим филмовима икада направљеним. Године 2012. Sight & Sound истраживање, којим се компилира првих десет гласова филмских критичара и режисера да би се одредили најпризнатији филмови сваке групе, показало је да се City Lights рангира међу критичарима у првих 50, Modern Times у првих 100, а The Great Dictator и The Gold Rush су били у првих 250. Првих 100 филмова по гласовима режисера су обухватали Modern Times на позицији 22, City Lights као 30-ти, и The Gold Rush на броју 91. Свако од Чаплинових остварења је добило глас. Године 2007, Амерички филмски институт је именовао City Lights једанаестим највећим америчким филмом свих времена, док су The Gold Rush и Modern Times поново рангирани у првих 100. Књиге о Чаплину настављају да се регуларно објављују, и он је популарна тема медијских научника и филмских архивиста.

## Филмографија

### Као глумац
| Улоге Чарли Чаплин |                      |               |                 |          |
| Година             | Српски назив         | Изворни назив | Улога           | Напомена |
| 2003.              |                      |               |                 |          |
| 1967.              | Грофица из Хонгконга |               |                 |          |
| 1959.              |                      |               |                 |          |
| 1958.              |                      |               |                 |          |
| 1957.              |                      |               |                 |          |
| 1954.              |                      |               |                 |          |
| 1954.              |                      |               |                 |          |
| 1947.              |                      |               |                 |          |
| 1940.              | Велики диктатор      |               |                 |          |
| 1936.              | Модерна времена      |               | Скитница        |          |
| 1931.              | Светла велеграда     |               | Скитница        |          |
| 1928.              |                      |               |                 |          |
| 1925.              | Златна грозница      |               | Усамљени трагач |          |
| 1923.              |                      |               |                 |          |
| 1923.              |                      |               |                 |          |
| 1921.              | Малишан              |               | Скитница        |          |
| 1916.              | Један ујутро         |               | Пијанац         |          |